# Denim (colore)
Denim è il colore mostrato a destra.
È una gradazione di blu che è  utilizzata per i jeans. Negli anni sessanta questo colore era un simbolo della cultura giovanile (che aveva adottato quello che, in precedenza, era un indumento da lavoro).

## Denim chiaro
Denim chiaro è una tonalità di blu più chiara del denim.